# Leucochrysa (Nodita) vinesi
Leucochrysa (Nodita) vinesi is een insect uit de familie van de gaasvliegen (Chrysopidae), die tot de orde netvleugeligen (Neuroptera) behoort. 
Leucochrysa (Nodita) vinesi is voor het eerst wetenschappelijk beschreven door Navás in 1924.